# Étoile Sportive du Sahel (Handball)
Das Handballteam des ES Sahel ist Teil des traditionsreichen Mehrspartenvereins Étoile Sportive du Sahel (arabisch النجم الرياضي الساحلي, DMG an-Naǧm ar-Riyāḍī as-Sāḥilī) aus der Küstenstadt Sousse in Tunesien. Die Mannschaft hat sowohl auf nationaler als auch auf internationaler Ebene mehrere Titel errungen.

## Erfolge
| National (16) | International (10) |
| --- | --- |
| - Tunesische Meisterschaft (9) - Meister: 1988, 1996, 1999, 2002, 2003, 2006, 2007, 2011, 2018 - Tunesischer Pokalsieger (7) - Sieger: 1991, 2000, 2008, 2009, 2010, 2014, 2017 | - Afrikanische Champions League (1) - Sieger: 2010 - Finalist: 2011 - Afrikanischer Pokal der Pokalsieger (2) - Sieger: 2012, 2019 - Afrikanischer Supercup (1) - Sieger: 2013 - Finalist: 2011 - Arabische Champions League (3) - Sieger: 2001, 2004, 2015 - Arabischer Pokal der Pokalsieger (3) - Sieger: 2000, 2001, 2015 - Finalist: 1996, 2002 |

## Ehemalige Spieler
- Anouar Ayed
- Mohamed Darmoul
- Mourad Khabir
- Mohamed Bouziane

## Rivalen
Wie im Fußball zählen auch im Handball die Spiele gegen Club Africain und Espérance ST zu den bedeutendsten Begegnungen der Saison.
Die Partien gegen Makarem Mahdia aus dem etwa 60 Kilometer entfernten Mahdia gelten aufgrund der regionalen Nähe als Nachbarschaftsduelle.